# Alashia
Alashia, Alashiya, Alasiya, Alasjiya of Alašija was tijdens de midden en late bronstijd een belangrijke staat in het oostelijke Middellandse Zeegebied. Het wordt genoemd in een aantal overleverde teksten en wordt nu gedacht de oude naam van Cyprus, of een deel van Cyprus te zijn. Dit werd bevestigd door de chemische analyse van kleitabletten die van Alashia naar andere heersers werden verzonden.
Alashia was een belangrijke bron van goederen, vooral koper, voor het oude Egypte en andere staten in het oude Nabije Oosten.

## De teksten

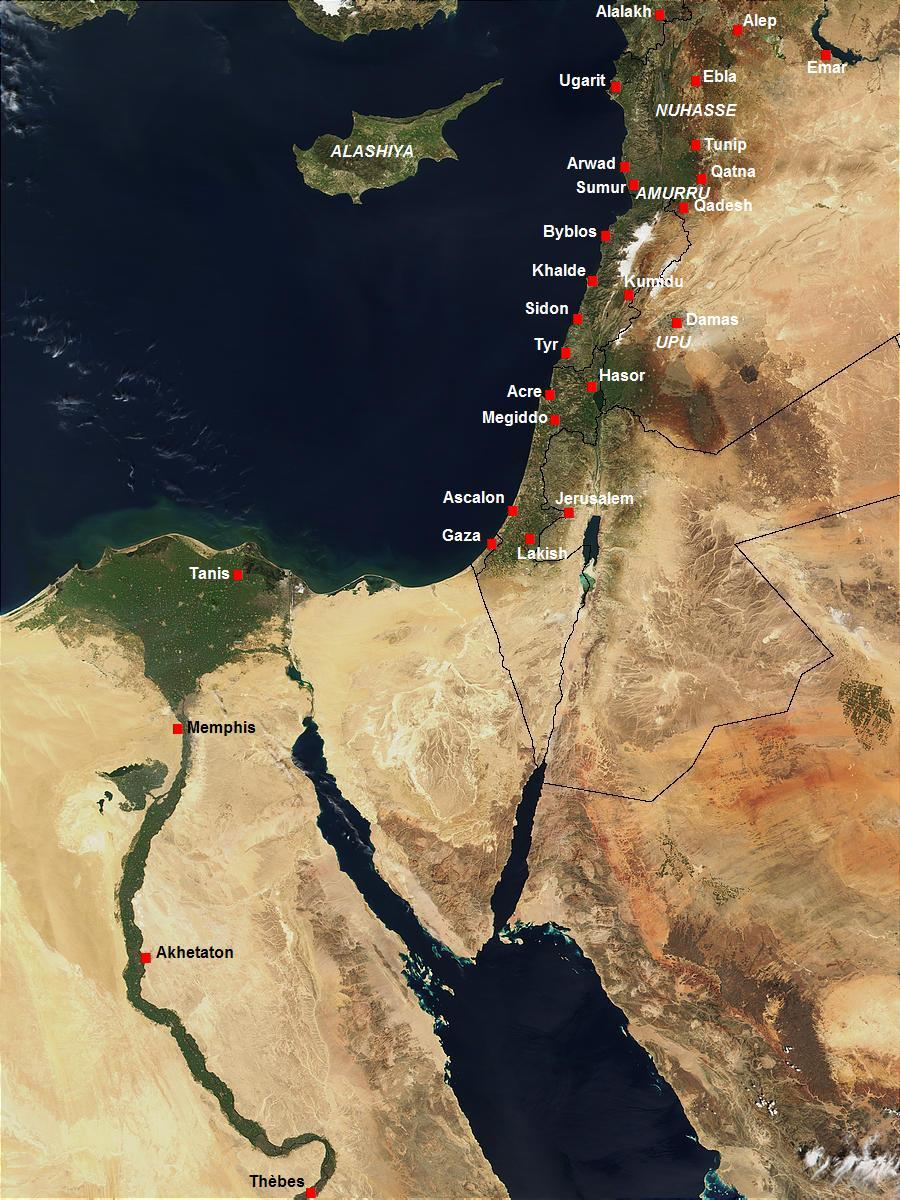
Een kaart met de voornaamste plaatsen vermeldt in de Amarna-brieven.

De naam "Alashia" wordt teruggevonden in Egyptische, Hettitische, Akkadische, Myceense (Lineair B) en Ugaritische teksten. Een aantal van de Amarna-brieven zijn afkomstig van de koning of de ministers van Alashia. Deze betreffen meestal de hoeveelheid koper die door Alashia is verzonden en verzoeken voor zilver of ivoor in ruil daarvoor. In een brief wordt verwezen naar 500 talenten koper (waarschijnlijk ongeveer 12,5 ton) en verklaring gegeven waarom er zo weinig koper is verzonden. De farao wordt bovendien door de koning van Alashia aangesproken als zijn "broer", wat erop wijst dat de koning zich als gelijke van de farao beschouwde, waarschijnlijk wegens de macht van zijn koninkrijk. De papyrus Anastasi IV, verscheidene eeuwen later geschreven, verwijst ook naar koper en runderen die van Alashia naar Egypte werden verzonden.
Elke plaats die men als Alashia identificeert moet daarom een aanzienlijke koperproductie tijdens de late bronstijd hebben gehad. De Amarnabrieven bevatten ook verwijzingen naar een schip dat aan de koning van Alashia toebehoorde en de Lukka (waarschijnlijk een deel van de Zeevolken) die dorpen in Alashia aanvielen.
Elders pleit de koning van Ugarit voor hulp bij de koning van Alashia om Ugarit tegen de Zeevolkeren te beschermen. Een ander document van Ugarit vermeldt de verbanning van twee prinsen naar het "land van Alashia". Een andere tekst die in Ugarit werd gevonden, kan een verdere aanwijzing van de plaats van de hoofdstad van Alashia bevatten. Het schijnt te impliceren dat de stad op een berg was gevestigd, hoewel het gebruikte woord gewoonlijk wordt vertaald als kust.
Het overgebleven slot van De zinloze tochten van Wenamoen verhaalt hoe Wenamoen, een priester uit Egypte, op een overzeese reis van Byblos naar Egypte uit koers werd geblazen en terechtkwam in Alashia. Wenamoen vertelde dat hij bijna door een boze menigte werd gedood, maar werd gered door Hatbi, de "prinses van de stad".
Enkele van de laatste teksten die naar Alashia verwijzen zijn van het Hettietenrijk, waarin wordt gepocht over de militaire onderwerping van Alashia. Dergelijke oorlogsverslagen zijn echter vaak overdreven.

## De identificatie van Alashia
Alashia moet ergens worden gesitueerd waar in de bronstijd een aanzienlijke koperproductie was, aan de kust van het oostelijk Middellandse Zeegebied.
Sommige geleerden hebben plaatsen en gebieden in Syrië of Turkije voorgesteld, maar men neemt nu over het algemeen (hoewel niet universeel) aan dat Alashia op zijn minst naar een deel van Cyprus verwijst. Men sprak zich in het bijzonder uit voor de site van het huidige Enkomi als de (gelijknamige ?) hoofdstad van het koninkrijk van Alashia, dat het volledige eiland zou beslaan.
De identificatie van Cyprus met Alashia werd bevestigd in een publicatie van een artikel in American Journal of Archaeology  door Goren et al. in 2003 over de gedetailleerde petrografische en chemische analyse van een aantal van de Amarna- en Ugarit-brieven die vanuit Alashia waren verzonden. Deze onderzoeken naar de oorsprong van de klei die werd gebruikt om de tabletten te vervaardigen wezen erop dat Syrië niet de plaats van Alashia kon zijn, terwijl de klei op Cyprus er zeer goed mee overeenstemde.
Nochtans toonde deze analyse aan dat deze klei nergens in de buurt van Enkomi voorkwam en dat de geschikte klei zich dicht bij de sites van Kalavasos en Alassa bevindt. Deze sites, Kalavasos in het bijzonder, waren ook belangrijke sites in de late bronstijd en waren in de buurt van kopermijnen gevestigd. Het is interessant op te merken dat de naam Alassa lijkt op Alashia.
Daarboven wijst Armstrong (2003) erop dat er aanzienlijk bewijsmateriaal is voor regionale variatie en geen bewijsmateriaal voor een gecentraliseerd, politiek gezag over het hele eiland tijdens de late bronstijd.
Het is daarom nog onduidelijk of het koninkrijk van Alashia heel Cyprus besloeg, waarbij de hoofdstad van plaats veranderde (misschien oorspronkelijk in Enkomi), of zich altijd al bevond in Kalavasos, of dat het slechts één streek van Cyprus betrof.